# Taishi (Hyōgo)
Taishi (太子町 Taishi-chō?) es un pueblo localizado en la prefectura de Hyōgo, Japón. En junio de 2019 tenía una población estimada de 33.431 habitantes y una densidad de población de 1.479 personas por km². Su área total es de 22,61 km².

## Geografía

### Localidades circundantes
- Prefectura de Hyōgo
  - Himeji
  - Tatsuno

## Demografía
Según datos del censo japonés, la población de Taishi se ha mantenido estable en los últimos años.
| Año del censo | Población |
| ------------- | --------- |
| 1995          | 31.634    |
| 2000          | 31.960    |
| 2005          | 32.555    |
| 2010          | 33.438    |
| 2015          | 33.690    |